# コンビクトシクリッド
コンビクトシクリッド(学名:Amatitlania nigrofasciata) は、スズキ目・シクリッド科に分類されるシクリッドの一種。日本の沖縄県に定着する外来種で、中央アメリカ原産。観賞魚として人気で、魚類の行動に関する研究においてよく用いられる。

## 分類
本種はフレデリック・デュ・ケイン・ゴッドマンとオズバート・サルヴィンが中央アメリカで集めた標本をもとに、アルベルト・ギュンターによって1867年にはじめて記載された。2007年にはArchocentrus属から、新属のAmatitlania属へと移動された。しかしながら2008年には、Amatitlania属の種をHypsophrys属に移動させることを提案する研究が発表されている。
コンビクトシクリッドは分布域の中でも体色の差異が非常に大きい。近年ではこうした地域間での差異に基づいて、いくつかの種が本種から分割されている。それぞれの分布域は以下の通り。
- Amatitlania siquia - ホンジュラス、ニカラグア、コスタリカの大西洋側
- Amatitlania coatepeque - エルサルバドルのCoatepeque湖
- Amatitlania kanna - パナマの大西洋側

右の分類表に示したように、本種にはいくつかのシノニムが存在する。
英名の「コンビクトシクリッド」(Convict cichlid)、つまり「囚人のシクリッド」とは魚体にある黒い帯がイギリスの囚人服に似ていることに因んだものである。種小名のnigrofasciatusは「黒い帯のある」という意味である。

## 形態

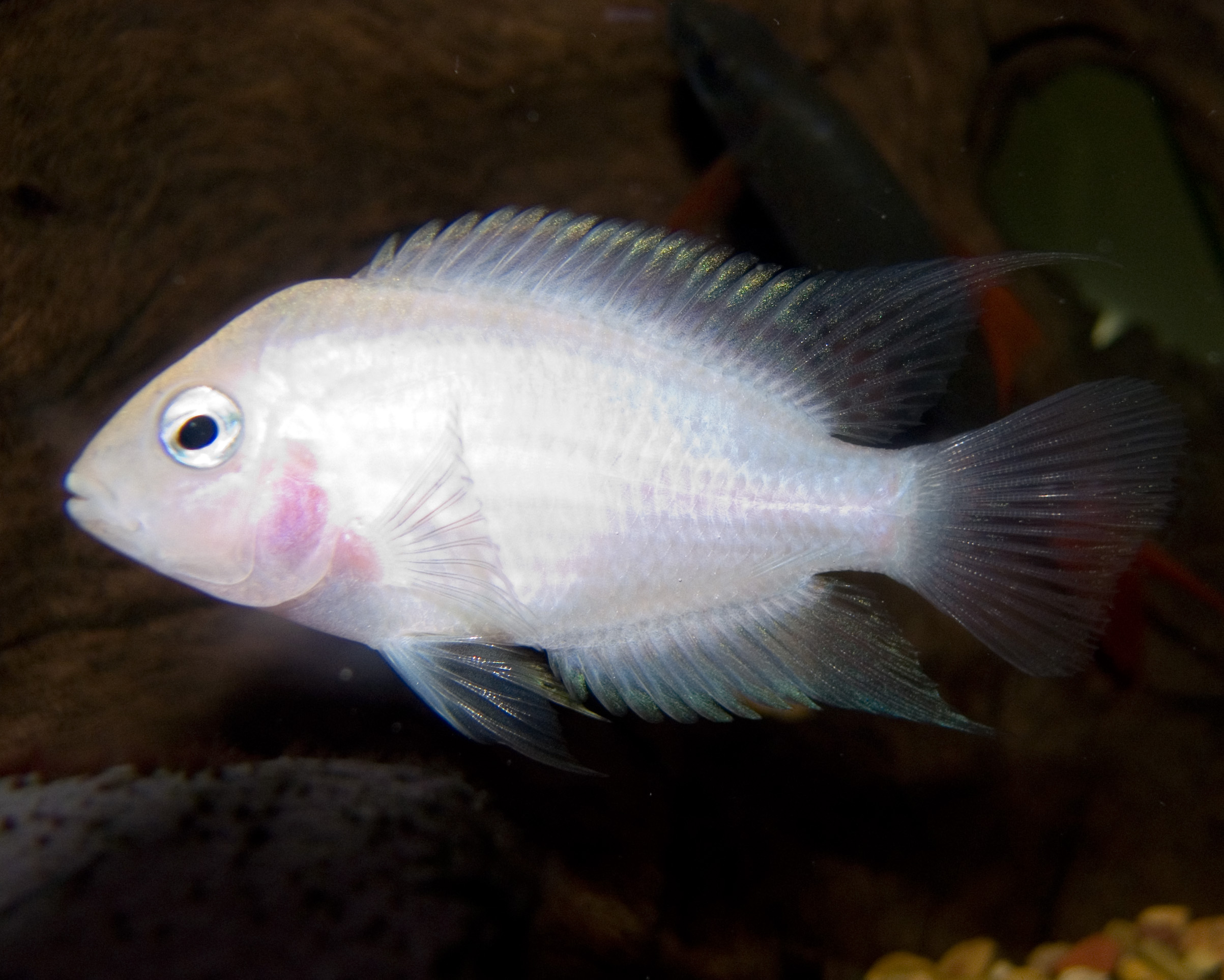
本種の白変個体（若いオス）

背鰭には17本から19本の棘条と7本から9本の軟条が、臀鰭には8本から10本の棘条と6本から7本の軟条が存在する。椎骨数は27から28である。
野生個体は青色から灰色の体に8本から9本の黒い帯が入り、鰓蓋には黒い班がある。性的成熟に達すると、性的二形を示すようになる。オスはたいてい灰色の体に薄い黒の縞が入る。オスはメスよりも大きく、腹鰭と背鰭そして尻鰭がより尖っている。魚類としては珍しく、メスの方が体色が鮮やかである。メスはオスよりも濃い黒色の縞が入り、腹部と背鰭にピンクからオレンジの色がついている。
尾鰭を除いた標準体長は野生下の成熟したオスで平均6.3cmから6.6cmで、メスでは平均4.2cmから5.5cmである。最大体長は標準体長で10cmと報告されており、全長では約12cmになる。体重は34gから36gと報告されている。
人間による品種改良によって突然変異が固定された、白変個体も存在する。

## 分布

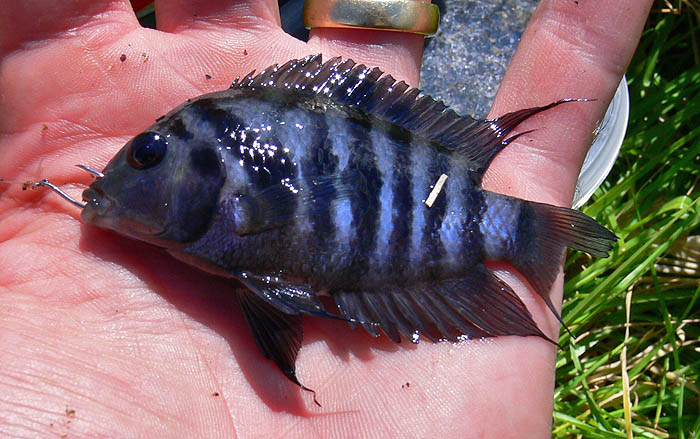
移入分布するオーストラリアにおいて釣り上げられた本種

中央アメリカ（グアテマラ、エルサルバドル、ホンジュラス、ニカラグア、コスタリカ、パナマ）の湖や河川に分布する。本種は水の流れのある場所を好み、また岩や沈んだ小枝などで覆われた場所を住処とすることが多い。コスタリカにおける本種の生息地4箇所における調査では、pHは6.6から7.8、GH（総硬度）はCaCO3換算で63ppmから77ppm、毎日の水温は26℃から29℃の水域に生息していた。本種は低水温にも比較的耐性があり、標高1500mほどの位置にある火山湖にも生息している。

### 移入分布
本種は自然分布域以外にも、レユニオン島、日本（沖縄県）、メキシコ、オーストラリア、アメリカ合衆国、台湾、イスラエルに移入分布する。オーストラリアにおいては、ビクトリア州で火力発電所からの暖かい流水に生息しているほか、クイーンズランド州の熱帯域でみられる。日本での分布については「日本における外来種として」節も参照のこと。

## 食性

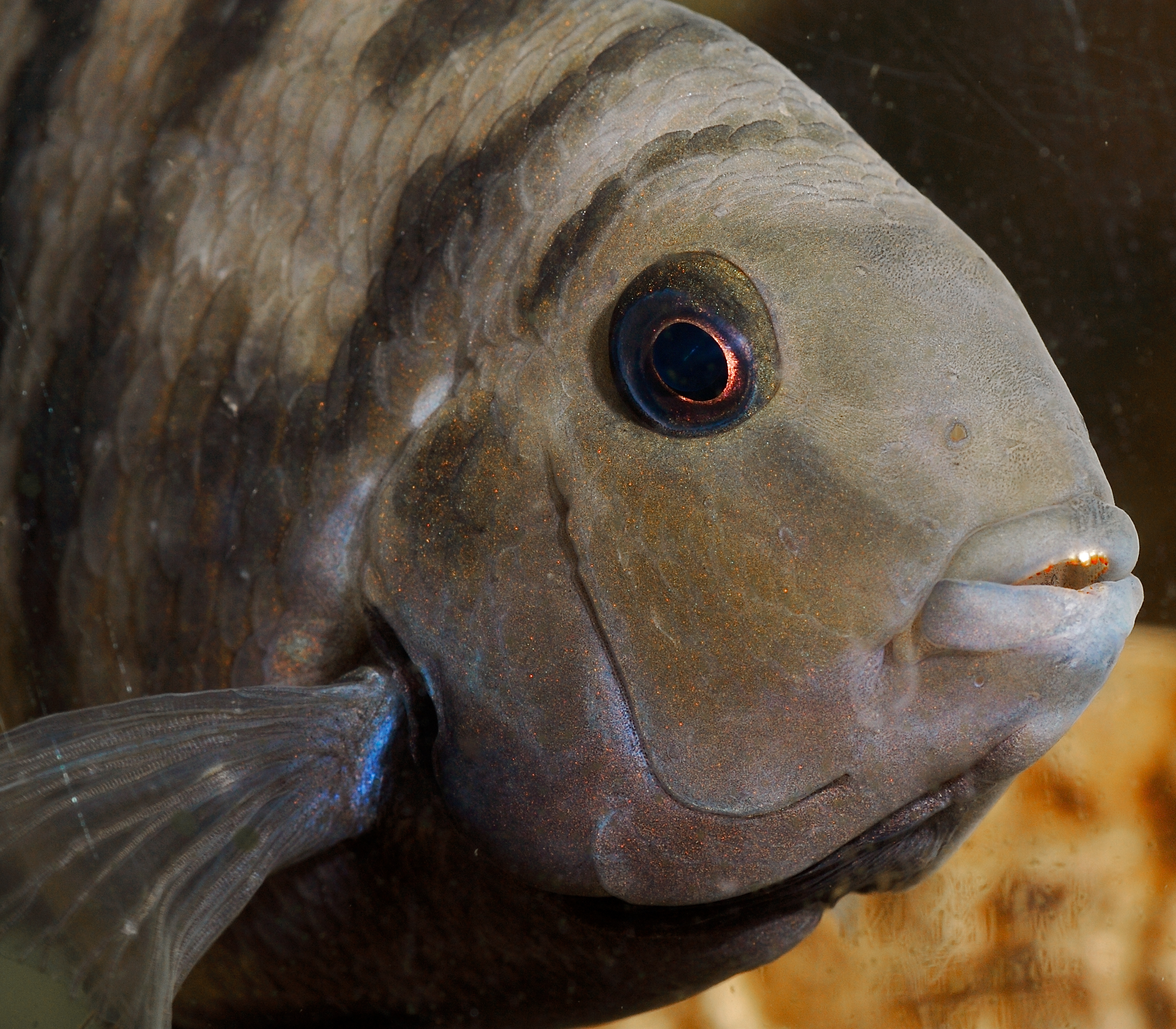
歯をみせるオスのコンビクトシクリッド

自然生息下では本種は雑食性で、甲殻類、魚類、昆虫、植物、藻類などを捕食する。このように本種は多様な食性をもつが、その理由の一つは本種がもともとの口の長さの4.2％分もあごを伸ばすことが出来ることである。集団内での低い地位やストレスが、本種の体内での消化活動に悪影響を与えることが研究により分かっている。

## 繁殖

### 生活史
コンビクトシクリッドは最も早くて16週間、通常は6ヶ月ほどで性的成熟に達する。性的に成熟した個体は一夫一婦制でペアをつくり、小さなほら穴や岩の裂け目に産卵する。野生下では産卵のため、大きな岩の下の土を移動させることでほら穴を掘ることがある。
他の多くの種のシクリッドと同様に、親魚が卵、そして自由遊泳が可能になった稚魚の世話をする。卵は受精後約72時間で孵化し、その間両親魚は侵入者や卵を捕食する可能性のある生物を巣の周りから追い出す。親魚は卵にヒレで水流を送り酸素を供給する。この行動は夜にもみられ、親魚は嗅覚を使って暗闇の中でも卵の位置を把握するとともに、腹鰭を卵に接触させ水流を送るのに適切な位置を保つ。夜にはオスとメスはお互いの位置も嗅覚で把握するほか、嗅覚によって巣の中や巣の近くに卵を捕食する生物がいないか調べる。
孵化の後、仔魚が卵黄を吸収し鰭を発達させて、自由に泳げる稚魚となるまでにはさらに72時間かかる。この自由遊泳が可能になった段階の間、稚魚は日中密な群れを形成して餌を探し、夜までに巣に戻ってくる。他のシクリッドと同様、親魚は暗くなる前に稚魚を巣に連れ帰る。つまり、一度に3匹か4匹かの稚魚を吸い込んで口に含み、巣に帰り、そこで稚魚を吐き出すのである。親魚はこの行動を体内時計を使い間もなく夜になることを予測して行う。このことは実験で、本種があたりが薄暗くなるといった夜が近いことを示すシグナルがなくても、夜になる前に稚魚の連れ帰りを行ったことにより示された。夜の間稚魚は親魚が水流を送っている穴や巣の底に集まっている。
稚魚がある程度成長するまで両親は稚魚の捕食者からの護衛や、落ち葉をのける、ヒレで砂を掘り起こすといった稚魚の採餌を助ける行動に携わり続ける。野生化では卵、仔魚、稚魚の世話は合計で4週間から6週間続き、ほとんどの雌は季節に一回しか産卵と子育てを行わない。一方飼育下のメスは産卵に適した岩などの面がある限り、一年に何度も産卵し、一回の子育てが終わって12日から13日で次の産卵を始めることが知られている。

### ペアリング
コンビクトシクリッドは一つの一夫一婦制のペアで連続して子育てを行う。そのためペアの結びつきは両性で縄張りを作る前にできているか、あるいはお互いが出会う前にオスとメスがそれぞれに独立して縄張りを獲得していると考えられる。本種は岩などの表面に卵を産みつけるので、縄張りの中には卵を付着させられる子育てのための場所が含まれていることになる。

### 性選択
本種の性選択への個体数密度の影響が研究の対象になってきた。例えば、巣の密度が高いほど、そこにいるメスは大きい傾向があった。この事実は餌などの資源をめぐる競争という面での選択圧によっては説明できず、密度に依存してオスのペアリング相手の好みが変わると考えることでより的確に説明が出来る。また、巣の密度の高低は稚魚の生存にあまり影響を与えないにもかかわらず、親魚は常に他の巣からできるだけ離れたところに営巣することが分かった。これにより高個体数密度下での子育てには、資源競争が激化するという以外にも何らかのコストがあることが分かった。例えば、高密度のために巣の防衛に要するエネルギーが多くなることなどが考えられている。
メスのオスに対する好みも、オスのサイズや闘争能力との関係から研究されてきた。本種のメスは小さなオスと大きなオスが近くに居たとき、また大きなオスが小さなオスを打ち負かしたときは常に大きなオスの方を選ぶ。もしその二匹のオスが離れていて一度に見られないなど、 メスが両者を比較できないときは、メスは特に一方を好むことはない。メスは大きなオスとペアになることによって利益を得る。具体的には、大きなオスはより多くの子供を巣立つまで育て上げ、子供に攻撃する可能性のある外敵を追い回す能力に長け、良い産卵場所を得るための他のペアとの競争において有利であることが分かっている。オスのサイズが大きいことは攻撃性が高いことの指標としてはたらいていて、巣に外敵を寄せ付けない効果をもたらしている可能性がある。オス同士の闘争において、対戦相手と比較して非常に大きいサイズの個体は物理的接触をしないうちに勝利をおさめることが多いことがわかっている。

### 親魚の役割
他のシクリッドでもみられるように、コンビクトシクリッドはオス親とメス親がそれぞれの役割を果たし協力して子育てを行う。メス親は産んだ卵や仔魚、稚魚の周りに留まり、卵に水流を送ったり稚魚を口に含んだりといった子の世話を担当する傾向がある。一方オス親は縄張りをパトロールして、侵入者の追跡や外敵からの防衛を担当する傾向がある。オスメスともに、上にあげた親としての役割をすべてある程度はこなすことができる。それでも、オスとメスの二匹で子育てを行うためそれぞれの親は特にある一連の行動に集中する傾向がある。なお、それぞれの親が集中する行動というのは、子育ての過程で変化することもある。実際、ペアの子育て中にオスかメスの一方を取り除いた際も、残された方の親が全ての役割をこなすことで、片親だけで子を育て上げられることが観察されている。また他のシクリッドにもよく見られることだが、子が成長し自由遊泳が可能になるにつれてオス親とメス親での役割分担はより均等になる。

### 他個体の子の世話
本種はまれに、自分の子と同じくらいの大きさかそれより小さい、血縁関係にない同種の稚魚を、自分の子のように世話をする行動をみせる。この行動は親魚にとって、巣にいる稚魚の群れが大きくなり、自分の子一匹あたりの捕食されるリスクが下がる（薄まる）という利益があるとみられている。

## 攻撃的な行動
本種は非常に攻撃的で、周囲の環境や成長段階などによって多種多様な攻撃行動をみせることが知られており、そういった攻撃を引き起こす潜在的な要因を調べる研究が多く行われている。本種の攻撃行動は主に噛み付きと追い回しであり、個体の攻撃性はその個体のサイズが大きいほど高い傾向がある。
水温の変化といった環境の指標の変化が、本種の縄張り防衛行動に影響を及ぼしている可能性があることが示されている。本種は水温26℃の下に比べて水温30℃の下での方が攻撃性が高かった。この理由としては、本種が巣を作り産卵する際の水温が約30℃であることが挙げられている。

## 向社会性
本種が実験下において「自分だけが餌を貰える選択肢(反社会的選択肢）」と「自分と一夫一婦制のペアとなっているメスの両者が餌を貰える選択肢(向社会的選択肢)」の双方を提示された場合、自分とペアとなっているメスの両者が餌をもらえる向社会的選択肢を積極的に選ぶこと、また、餌を受け取る相手がライバルのオス個体であった場合、反社会的選択肢を選ぶこと等が発見されている。人間が持つ利他性、ひいては「思いやりの心」の進化的起源は魚類にまで遡ることができるかも知れないと結ばれている。

## 飼育

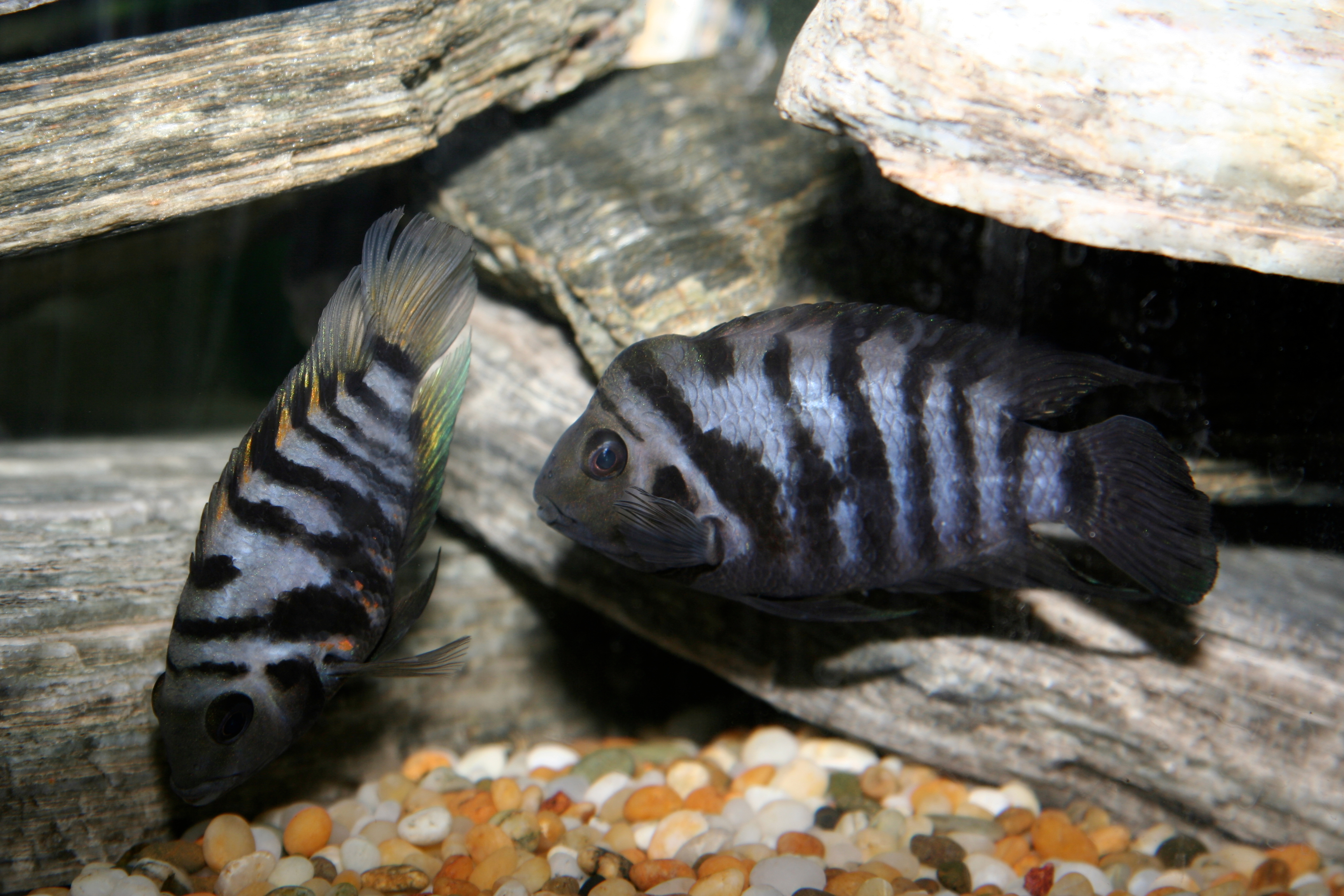
ペアのコンビクトシクリッド。右がオスで左がメス。

本種を飼育する際、水槽は自然環境を再現し、産卵できるような岩や人工の洞を置くのがよい。コンビクトシクリッド1ペアに対し、20ガロン（約76リットル) 以上の水量のある水槽が望ましい。本種は雑食性であり、ほとんどの人工飼料を食べる。 本種は水草も食べてしまうため、プラスチックの人工水草や、葉の堅い水草を用いるのが良い。本種は子育て中は縄張り意識が強く攻撃的であるため、ペアは他魚と混泳させないのが良い。なお、子育ての行動は水槽飼育下ではある程度制限される。底砂を掘り返す傾向があるので、ろ過器は底面式フィルターより外部式フィルターの方が望ましい。比較的サイズが小さく飼育と繁殖が簡単であるため、熱帯魚飼育の初心者にも向くとされる。

## 日本における外来種として
日本では1990年に沖縄県で初めて確認された。鑑賞魚の放逐が導入の原因と考えられる。現在では沖縄県の南風原ダムや那覇市内の用水路に定着している。沖縄における野生個体では、一年中繁殖をし成長が早いという特徴が観察されている。この特徴が本種の定着を容易にしたと考えられる。本種の定着による在来種への影響については不明で、本種の移入や飼育を規制する法令は未制定である。
沖縄は冬でもあまり気温が下がらないため、ペットショップで販売されている熱帯魚が容易に自然水域に定着してしまう。実際に本種以外にも、グッピー、ナイルティラピア、マダラロリカリアといった数多くの熱帯魚が外来種として繁殖しており、在来の生態系を脅かしていると考えられている。